# Zutphen
Zutphen er en by i provisen Gelderland i Holland. Den ligger omkring 30 km. nordøst for Arnhem, på den vestlige banke af floden IJssel.
I 2005 blev kommunen Zutphen slået sammen med kommunen Warnsveld og beholdt sit navn. Kommunen har omkring 47.000 indbyggere.

## Historie
Zutphen er en tidligere hansestad, og byen har givet navn til Grevskabet Zutphen.